# 胡利娅·菲格罗亚
胡利娅·菲格罗亚·佩尼亚（西班牙語：Julia Figueroa Peña，1991年4月7日—），西班牙女子柔道运动员，2019年欧洲运动会女子48公斤级铜牌得主、2021年世界柔道锦标赛女子48公斤级铜牌得主、2022年欧洲柔道锦标赛女子48公斤级铜牌得主。